# Mario Capio
Mario Capio (Nervi, Génova, 3 de agosto de 1924-8 de febrero de 2000) fue un regatista italiano que participó en cuatro Juegos Olímpicos y ganó dos campeonatos del mundo.

## Juegos olímpicos
- Juegos Olímpicos de Helsinki 1952: Regatista reserva.
- Juegos Olímpicos de Melbourne 1956: 4º puesto en la clase 12 m2 Sharpie, con Emilio Massino de tripulante en el yate "Romolo".
- Juegos Olímpicos de Roma 1960: 12º puesto en la clase Flying Dutchman, con Tullio Pizzorno de tripulante en el yate "Aldebaran II".
- Juegos Olímpicos de Tokio 1964: 10º puesto en la clase Flying Dutchman, con Marco Sartori de tripulante en el yate "Aldebaran".

## Campeonatos del mundo
En 1955 ganó el mundial de la clase Snipe celebrado en el Real Club Marítimo de Santander con Lorenzo Podestà de tripulante, a bordo del yate "Portorose", y en 1959 el mundial de la clase Flying Dutchman celebrado en Whitstable con Tullio Pizzorno de tripulante, a bordo del yate "Aldebaran II".